# سرگردان در اعماق (بازی ویدئویی)
سرگردان در اعماق یک بازی ویدئویی بقا است که توسط استودیوی استرالیایی بی‌ایم تیم گیمز برای مایکروسافت ویندوز، مک‌اواس، پلی‌استیشن ۴، نینتندو سوئیچ، ایکس‌باکس وان و لینوکس ساخته و منتشر شده‌است.

## داستان
بازی سرگردان در اعماق در اقیانوس آرام اتفاق می‌افتد، جایی که یک بازمانده از سانحه هواپیما خود را با برخی از خطرناک‌ترین سناریوها در دنیایی که به‌طور رویه‌ای تولید می‌شود، مواجه می‌شود. بازیکنان می‌توانند جزایر اقیانوس آرام، صخره‌ها و گودال‌های اقیانوسی بی‌پایان پر از بیوم‌ها را کاوش کنند و باید ابزارهایی را برای زنده ماندن جستجو و توسعه دهند.